# Khaled Hammoutène
Pour les articles homonymes, voir Hammoutène.
Khaled Hammoutène est un footballeur algérien né le 2 septembre 1978 à Tizi Ouzou. Il évoluait au poste de gardien de but.

## Biographie
Il évolue en première division algérienne avec son club formateur, la JS Kabylie et le MC Alger, avant d'aller jouer dans des clubs de divisions inférieures.

## Palmarès
JS Kabylie
- Coupe d'Algérie :
  - Finaliste : 1998-99.